# Mistrzostwa Polski w Łyżwiarstwie Szybkim w Wieloboju 2025
92. Mistrzostwa Polski w Łyżwiarstwie Szybkim w Wieloboju 2025 odbyły się w dniach 21–22 grudnia 2024 r. na torze w Arenie Lodowej w Tomaszowie Mazowieckim razem z mistrzostwami Polski w wieloboju sprinterskim.

## Wyniki

### Kobiety
| Pozycja | Zawodniczka            | Klub                                          | 500 m      | 3000 m       | 1500 m       | 5000 m      | Suma pkt. | Strata  |
| ------- | ---------------------- | --------------------------------------------- | ---------- | ------------ | ------------ | ----------- | --------- | ------- |
| 01 !    | Natalia Jabrzyk        | KS Pilica Tomaszów Mazowiecki                 | 40.14 (1)  | 4:20.15 (1)  | 1:59.27 (1)  | 7:37.18 (2) | 168.972   | —       |
| 02 !    | Olga Piotrowska        | AZS AWF Katowice                              | 40.54 (2)  | 4:27.62 (3)  | 2:02.86 (2)  | 7:58.21 (3) | 173.917   | +4.945  |
| 03 !    | Magdalena Czyszczoń    | AZS AWF Katowice                              | 43.30 (7)  | 4:21.69 (2)  | 2:07.50 (6)  | 7:32.84 (1) | 174.699   | +5.727  |
| 4.      | Emilia Zawisza         | UKS Viking Elbląg                             | 41.34 (4)  | 4:35.18 (5)  | 2:06.25 (5)  | 8:01.88 (4) | 177.474   | +8.502  |
| 5.      | Aleksandra Czapnik     | IUKS Dziewiątka Tomaszów Mazowiecki           | 45.11 (10) | 4:40.17 (6)  | 2:12.23 (8)  | 8:14.00 (5) | 185.281   | +16.309 |
| 6.      | Julia Jaroszewicz      | Fundacja ŁiSW Legia Warszawa                  | 42.88 (5)  | 4:57.06 (9)  | 2:13.59 (10) | 8:46.42 (6) | 189.562   | +20.590 |
| 7.      | Lena Hucik             | UKS Orlica Duszniki-Zdrój                     | 43.17 (6)  | 4:54.64 (7)  | 2:14.57 (11) | DSQ         | 137.132   | —       |
| 8.      | Magdalena Socha        | Akademia Sportowego Rozwoju Natalii Czerwonki | 44.02 (8)  | 4:58.17 (10) | 2:18.11 (13) | DNS         | 139.751   | —       |
| 9.      | Nela Fuławka           | Akademia Sportowego Rozwoju Natalii Czerwonki | 45.88 (12) | 4:59.90 (11) | 2:22.11 (15) | DNS         | 143.233   | —       |
| 10.     | Pola Biłyk             | Akademia Sportowego Rozwoju Natalii Czerwonki | 45.49 (11) | 5:30.09 (13) | 2:27.61 (17) | DNS         | 149.708   | —       |
| 11.     | Zofia Braun            | WTŁ Stegny Warszawa                           | 41.02 (3)  | 4:28.70 (4)  | 2:04.77 (4)  | —           | 127.393   | —       |
| —       | Lena Budzan            | Akademia Sportowego Rozwoju Natalii Czerwonki | —          | —            | 2:15.53 (12) | —           | —         | —       |
| —       | Wiktoria Dąbrowska     | MKS Korona Wilanów                            | —          | —            | 2:13.59 (9)  | —           | —         | —       |
| —       | Wiktoria Dzieniszewicz | UKS Sparta Grodzisk Mazowiecki                | —          | —            | 2:24.54 (16) | —           | —         | —       |
| —       | Julia Grzywińska       | WTŁ Stegny Warszawa                           | —          | —            | DNS          | —           | —         | —       |
| —       | Magdalena Kula         | UKS Sparta Grodzisk Mazowiecki                | —          | 5:05.87 (12) | 2:18.64 (14) | —           | —         | —       |
| —       | Hanna Mazur            | UKS Orlica Duszniki-Zdrój                     | —          | —            | 2:02.89 (3)  | —           | —         | —       |
| —       | Iga Smejda             | KS Pilica Tomaszów Mazowiecki                 | —          | —            | 2:09.30 (7)  | —           | —         | —       |
| —       | Marzena Styk           | WTŁ Stegny Warszawa                           | 45.04 (9)  | DSQ          | —            | —           | —         | —       |
| —       | Victoria Szewczyk      | Fundacja ŁiSW Legia Warszawa                  | —          | 4:55.15 (8)  | —            | —           | —         | —       |
| —       | Małgorzata Żytko       | AZS Zakopane                                  | —          | —            | DNS          | —           | —         | —       |

### Mężczyźni
| Pozycja | Zawodnik              | Klub                           | 500 m      | 5000 m       | 1500 m       | 10000 m       | Suma pkt. | Strata  |
| ------- | --------------------- | ------------------------------ | ---------- | ------------ | ------------ | ------------- | --------- | ------- |
| 01 !    | Vladimir Semirunnii   | KS Pilica Tomaszów Mazowiecki  | 37.77 (3)  | 6:29.65 (1)  | 1:49.86 (3)  | 13:18.89 (1)  | 153.299   | —       |
| 02 !    | Szymon Palka          | KS ARENA Tomaszów Mazowiecki   | 37.62 (2)  | 6:32.16 (2)  | 1:49.08 (1)  | 13:43.88 (2)  | 154.390   | +1.091  |
| 03 !    | Mateusz Śliwka        | UKS 3 Milanówek                | 36.71 (1)  | 6:51.69 (6)  | 1:51.27 (4)  | 14:01.36 (4)  | 157.037   | +3.738  |
| 4.      | Artur Janicki         | UKS Błyskawica Domaniewice     | 38.76 (7)  | 6:50.00 (4)  | 1:55.31 (13) | 13:58.52 (3)  | 160.122   | +6.823  |
| 5.      | Wojciech Gutowski     | MKS Cuprum Lubin               | 38.76 (8)  | 6:47.36 (3)  | 1:53.38 (11) | 14:50.14 (8)  | 161.796   | +8.497  |
| 6.      | Roch Maliczowski      | SKŁ Górnik Sanok               | 38.14 (4)  | 7:03.64 (11) | 1:52.91 (8)  | 14:47.90 (7)  | 162.535   | +9.236  |
| 7.      | Gaweł Oficjalski      | AZS AWF Katowice               | 40.28 (11) | 7:00.50 (10) | 1:55.88 (15) | 14:18.76 (6)  | 163.894   | +10.595 |
| 8.      | Mikołaj Florkowski    | AZS Zakopane                   | 38.37 (5)  | 7:14.43 (13) | 1:55.63 (14) | 15:13.31 (9)  | 166.021   | +12.722 |
| 9.      | Norbert Piekielny     | KS ARENA Tomaszów Mazowiecki   | 42.75 (18) | 6:52.31 (7)  | 2:00.09 (18) | 14:03.14 (5)  | 166.168   | +12.869 |
| 10.     | Kiryl Pishchala       | AZS Zakopane                   | 39.99 (10) | 7:11.83 (12) | 1:59.57 (17) | 15:17.12 (10) | 168.885   | +15.586 |
| 11.     | Kamil Sitnik          | MKS Korona Wilanów             | 38.45 (6)  | 7:39.43 (15) | 2:05.10 (27) | 15:45.95 (11) | 173.390   | +20.091 |
| 12.     | Patryk Kudła          | SKŁ Górnik Sanok               | 40.34 (13) | 7:48.95 (16) | 2:03.76 (26) | 16:52.34 (12) | 179.105   | +25.806 |
| 13.     | Patryk Wójcik         | AZS Zakopane                   | 40.66 (17) | 7:49.13 (17) | 2:01.67 (21) | DNF           | 128.129   | —       |
| 14.     | Szymon Kwapisz        | KS Pilica Tomaszów Mazowiecki  | 39.78 (9)  | 6:54.77 (8)  | 1:53.26 (10) | —             | 119.010   | —       |
| 15.     | Eryk Marciniak        | KS Pilica Tomaszów Mazowiecki  | 40.45 (14) | 6:50.10 (5)  | 1:56.18 (16) | —             | 120.186   | —       |
| 16.     | Mikołaj Klonowski     | UKS Sparta Grodzisk Mazowiecki | 40.58 (15) | 7:25.91 (14) | 2:03.37 (25) | —             | 126.294   | —       |
| 17.     | Michał Tucharz        | UKS 3 Milanówek                | 40.62 (16) | 8:00.67 (18) | 2:06.17 (28) | —             | 130.743   | —       |
| 18.     | Piotr Dąbrowski       | AZS AWF Katowice               | 40.29 (12) | 8:15.46 (20) | 2:06.67 (29) | —             | 132.059   | —       |
| —       | Marcin Bachanek       | KS ARENA Tomaszów Mazowiecki   | —          | —            | 1:49.73 (2)  | —             | —         | —       |
| —       | Mikołaj Bielas        | KS Pilica Tomaszów Mazowiecki  | —          | —            | 1:52.62 (7)  | —             | —         | —       |
| —       | Krzysztof Galach      | KS Pilica Tomaszów Mazowiecki  | —          | —            | 2:02.35 (23) | —             | —         | —       |
| —       | Przemysław Kocan      | UKS Sparta Grodzisk Mazowiecki | —          | 8:03.81 (19) | 2:18.56 (34) | —             | —         | —       |
| —       | Michał Kopacz         | KS Pilica Tomaszów Mazowiecki  | —          | —            | 1:51.49 (5)  | —             | —         | —       |
| —       | Stanisław Królikowski | MKS Korona Wilanów             | —          | —            | 2:07.53 (31) | —             | —         | —       |
| —       | Marcin Pęksa          | KS SNPTT 1907 Zakopane         | —          | —            | 2:02.22 (22) | —             | —         | —       |
| —       | Jakub Puławski        | UKS Sparta Grodzisk Mazowiecki | —          | —            | 2:07.83 (32) | —             | —         | —       |
| —       | Maksymilian Rzepka    | KS SNPTT 1907 Zakopane         | —          | —            | 1:52.94 (9)  | —             | —         | —       |
| —       | Jerzy Stadnicki       | WTŁ Stegny Warszawa            | —          | 6:59.96 (9)  | 1:52.29 (6)  | —             | —         | —       |
| —       | Jakub Szczepaniec     | UKS przy ZSMS Zakopane         | —          | —            | 2:15.31 (33) | —             | —         | —       |
| —       | Miłosz Ślusarski      | KS Pilica Tomaszów Mazowiecki  | —          | —            | 2:01.07 (19) | —             | —         | —       |
| —       | Mateusz Wełnicki      | MKS Korona Wilanów             | —          | —            | 2:02.45 (24) | —             | —         | —       |
| —       | Kryspin Węcławek      | UKS Sparta Grodzisk Mazowiecki | —          | —            | 2:01.25 (20) | —             | —         | —       |
| —       | Łukasz Włodarczyk     | UKS Orły Zakopane              | —          | —            | 2:07.12 (30) | —             | —         | —       |
| —       | Szymon Wojtakowski    | KS Pilica Tomaszów Mazowiecki  | —          | —            | 1:54.08 (12) | —             | —         | —       |